# Andrzej Żarnowiecki
Andrzej Żarnowiecki (ur. 4 listopada 1931 w Poznaniu) – polski grafik, rzeźbiarz i ekslibrisista zamieszkały we Wrocławiu. Nauczyciel i opiekun wielu artystów wrocławskich zajmujących się m.in. ekslibrisem. Jeden z założycieli Grupy „RYS”. Studiował w Akademii Sztuk Pięknych w Warszawie, a następnie w Państwowej Wyższej Szkole sztuk Plastycznych we Wrocławiu, którą ukończył w 1960. Jest członkiem ZPAP. Od 1974 jest wykładowcą rzeźby w Ognisku Kultury Plastycznej we Wrocławiu. Obecnie pełni funkcję dyrektora Ogniska.
Grafiką zajmuje się od 1977. Stosował wiele wklęsłych technik graficznych, w których się wyspecjalizował, m.in. akwafortę, suchą igłę, akwatintę i mezzotintę, a także linoryt będący rytem wypukłym.
W swoich pracach Żarnowiecki często odwołuje się do historii narodowej oraz symboliki i sztuki sakralnej.
Brał udział w wielu międzynarodowych kongresach i biennale ekslibrisu, m.in. w Lugano (1979), Malborku (1979),  Linz (1980), Frederikshavn (1979, 1980, 1981), Oksfordzie (1982). Ponadto jego grafika prezentowana była na Międzynarodowej Wystawie Małych Form Graficznych w Łodzi (1979, 1981), Wystawie Małych Form Graficznych w Jugosławii, Niemczech, Danii i we Włoszech oraz wystawie polskich małych form graficznych w Düsseldorfie (1981). 
W listopadzie 2011 roku otrzymał honorową odznakę „Zasłużony dla Kultury Polskiej”.